# Jeff Speakman
Jeff Speakman (Chicago, 8 novembre 1958) è un artista marziale e attore statunitense.

## Biografia
Durante l'adolescenza si dedica ai tuffi. Diplomatosi al Missouri State College, si iscrive all'università dove si laurea in psicologia e biologia.
Ma la sua vera passione sono le arti marziali. Speakman è cintura nera di 7º grado sia nel Karate Gojo-ryu, presa grazie al maestro Lou Angel, sia nel Karate Kenpo, studiando con maestri come John Sepulveda, Larry Tatum ed Ed Parker.
È fondatore e direttore dell'American Kenpo Karate Systems (AKKS), un'organizzazione internazionale di Karate Kenpo con più di 50 scuole, che si pone come evoluzione della International Kenpo Karate Association (I.K.K.A.) fondata nel 1960 da Ed Parker. Insieme al figlio di Ed Parker, lo stesso Speakman disegna il logo della sua A.K.K.S.
Nel 1993 la rivista specialistica Black Belt inserisce Speakman nella Hall of Fame come miglior istruttore dell'anno.
Sul finire degli anni ottanta Speakman si interessa al cinema. Dopo alcuni piccoli ruoli, il suo debutto da protagonista è del 1991 con Arma perfetta, di Mark DiSalle, film nel quale ha la possibilità di mostrare il suo particolare stile marziale. Abbandona subito, però, il genere cinematografico dichiaratamente di arti marziali per dedicarsi ai film d'azione.
Nel 2002 Speakman venne scelto come Jack Malone nella serie tv Senza traccia, ma rifiutò perché non era pronto a fare il grande passo, quindi il ruolo viene affidato a Anthony LaPaglia.

## Filmografia parziale
- Chi è entrato nella mia casa? (1988)
- Lionheart - Scommessa vincente (Lionheart), regia di Sheldon Lettich (1990)
- Arma perfetta (The Perfect Weapon), regia di Mark DiSalle (1991)
- Il cavaliere della strada (Street Knight), regia di Albert Magnoli (1993)
- The Expert - L'esperto (1995)
- Antidoto mortale (1996)
- Plato's Run (1997)
- Memorial day - Il giorno della vendetta (1998)
- Preso di mira (Land of the Free), regia di Jerry Jameson (1998)
- Running Red - Rosso in azione (1999)
- Striking Range (2006)